# Skai TV
Skai TV est une chaîne de télévision privée grecque. Elle fut fondée le 1er avril 2006. En réalité, cette chaîne a été créé en 1993 mais elle a disparu en 2000 où elle fut remplacée par Alpha TV. Elle a donc été relancée en 2006.
Le nom de la chaîne fait référence au réseau britannique Sky.
Politiquement, la chaine est marquée à droite.